# Campionato sudamericano maschile di pallavolo 1981
Il XIV campionato sudamericano maschile di pallavolo si è svolto dal 12 al 19 luglio 1981 a Santiago del Cile, in Cile. Al torneo hanno partecipato 6 squadre nazionali sudamericane e la vittoria finale è andata per la tredicesima volta, l'ottava consecutiva, al Brasile.

## Squadre partecipanti
- Argentina
- Brasile
- Cile
- Paraguay
- Uruguay
- Venezuela

## Classifica finale
| Classifica | Squadre   | Qualificazione       |
| ---------- | --------- | -------------------- |
|            | Brasile   | Coppa del Mondo 1981 |
|            | Argentina |                      |
|            | Cile      |                      |
| 4          | Venezuela |                      |
| 5          | Uruguay   |                      |
| 6          | Paraguay  |                      |